# Sara Ramis
Sara Ramis és una empresària, directiva del Barceló Hotel Group.
Començà a estudiar enginyeria de camins tot i que no va finalitzar els estudis. Ha estudiat Administració i direcció d'empreses a l'Institut Catòlic d'Administració i Direcció d'Empreses.
El 2025 fou inclosa a la llista Forbes de les 50 dones més influents de les Balears.